# Kameron Taylor
Kameron Taylor (Landover, 5 ottobre 1994) è un cestista statunitense.

## Palmarès

### Squadra
- Copa del Rey: 1

Málaga: 2025
- Supercoppa spagnola: 1

Málaga: 2024
- Basketball Champions League: 2

Málaga: 2023-2024, 2024-2025
- Coppa Intercontinentale: 1

Málaga: 2024

### Individuale
- MVP Supercoppa spagnola: 1

Málaga: 2024